# 洪顕周
洪顕周（ホン・ヒョンジュ、홍현주、1793年 - 1865年）は、李氏朝鮮後期の文臣。正祖の次女の淑善翁主の夫。右議政洪奭周の弟にあたる。字は世叔、号は海居斎・約軒、諡号は孝簡。本貫は豊山洪氏。

## 生涯
1807年に淑善翁主と結婚し、永明尉に封じられた。彼が駙馬に選ばれた理由は祖父の洪楽性が恵慶宮洪氏の再従兄弟という点が大きく作用した。1815年には知敦寧府事になった。1817年に兄の洪奭周が謀略に嵌められると、純祖に濡れ衣だと上訴した。正祖から高宗まで五代に仕え、1865年に死去すると、神貞王后は葬礼費用として金1,000両、布と木各5同を下賜した。彼の外堂には純祖の直筆で「金玉堂」、園亭には孝明世子の直筆で「市林亭」の扁額がかかっていたと言う。優れた文章家で、詩文と書画、茶を好み、清の文人の呉嵩梁・翁樹崐などと詩文を通じて交流した。『海居詩集』という著書を残した。

## 家族
- 祖父 : 洪楽性
- 父 : 洪仁謨
- 母 : 令寿閣徐氏
- 兄 : 洪奭周（1774年 - 1842年）、洪吉周（1786年 - 1841年）
- 妹 : 洪原周
- 妻 : 淑善翁主（1793年 - 1836年）- 正祖の娘
  - 息子 : 洪祐喆